# Parque nacional de Eravikulam
El Parque Nacional de Eravikulam es un área protegida de la India, localizada a lo largo de las Ghats Occidentales en el distrito de Idukki, en el estado meridional de Kerala. Se extiende por una superficie total de alrededor de 97 km²
Su ubicación es 10°5′ N - 10°20′ N de latitud y 77°0′ E - 77°10′ E de longitud.
El parque es administrado por el Departamento de Bosques y Fauna de Kerala , la División de Fauna de Munnar, junto con el cercano parque nacional de Mathikettan Shola, el parque nacional de Anamudi Shola, el parque nacional de Pambadum Shola, la Reserva Natural de Chinnar y el Santuario de Kurinjimala. 
Las Ghats Occidentales, incluyendo todo el parque nacional de Eravikulam, están siendo consideradas por la Comisión del Patrimonio de la Humanidad de la Unesco para su selección como Patrimonio de la Humanidad.

## Geografía
El cuerpo principal del parque consiste en una alta meseta de colinas suaves, con una elevación de aproximadamente 2.000 m s. n. m. El terreno consiste en praderas con bosques perennes llamados sholas. El Anai Mudi en el sur, con 2.690 m s. n. m., es el lugar más alto dentro de este parque. 
Existen también muchas corrientes perennes en el parque, que se unen para formar los tributarios de los ríos Periyar, y Chalakudiyar sobre el oeste y el este, que fluyen al río Cauvery en dirección al estado de Tamil Nadu.

## Flora

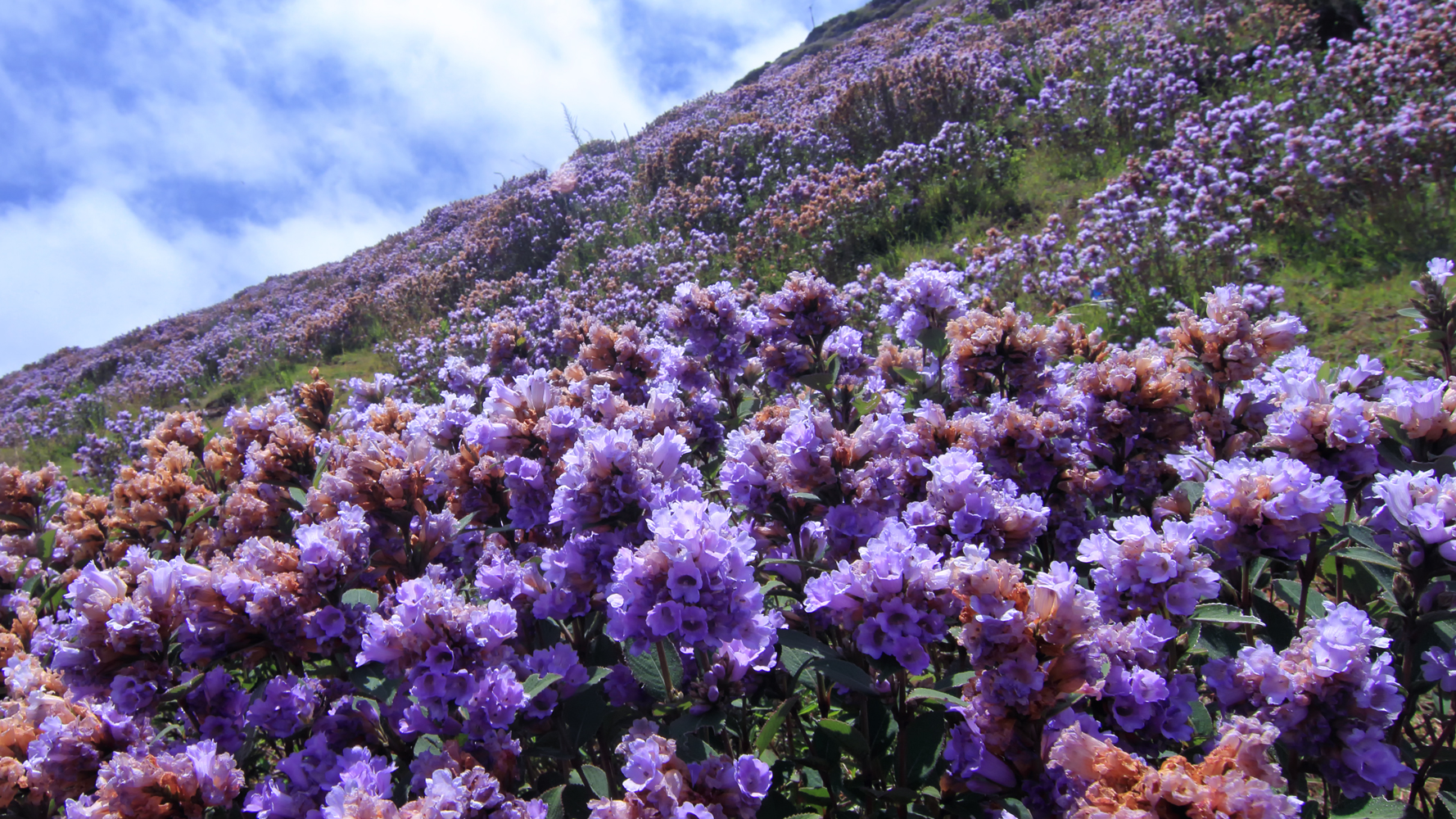
Campo de Kurunji

En el parque se encuentran tres tipos principales de comunidades botánicas: prados, matorrales y bosques. El terreno por encima de los 2000 m s. n. m. está cubierto principalmente por prados. Sin embargo, hay numerosos pequeños parches de bosques en hondonadas y barrancos. Los valles más profundos son densamente boscosos. La zona de matorral predomina a lo largo de la base de los barrancos y se encuentran entremezclados con zonas de losas rocosas. En el parque se encuentra la planta antibacteriana eupatoria (Eupatorium perfoliatum).

## Fauna

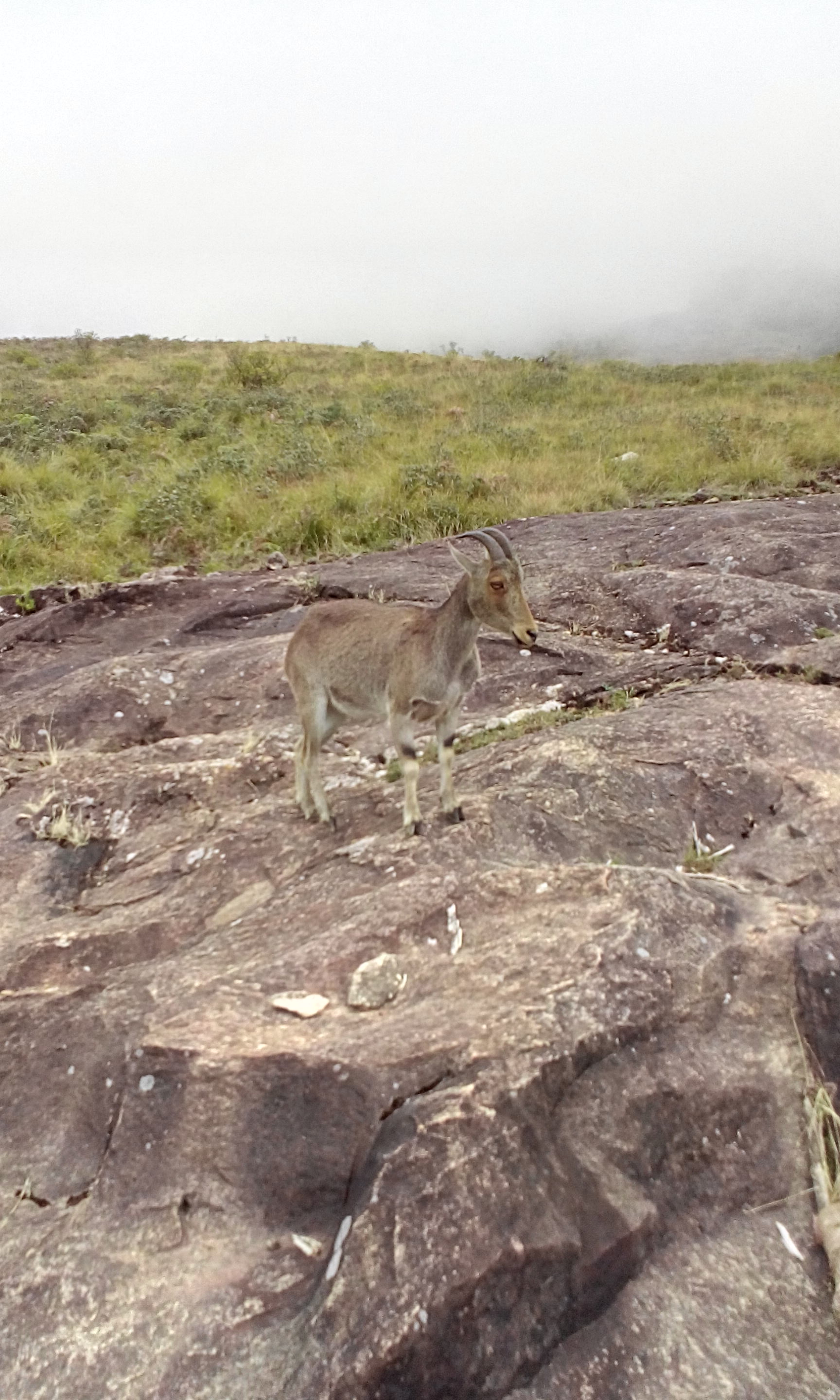
Tahr del Nilgiri avistado en el P. N. de Eravikulam.

Se han documentado veintiséis especies de mamíferos en el parque, incluyendo la población sobreviviente más grande de tahr del Nilgiri, estimada en aproximadamente 750 ejemplares. Otros ungulados son el gaur, el muntíaco de la India y el sambar. 
El chacal dorado, el gato de la jungla, el cuón, el leopardo de la India y el tigre de Bengala son los principales depredadores. 
También se encuentran aquí algunos animales poco conocidos como el langur de Nilgiri, la mangosta de cola corta, el puercoespín de la India, la marta de Nilgiri, la nutria enana, la mangosta roja, y la ardilla Funambulus sublineatus. Los elefantes indios visitan el parque en determinados períodos. 
Unas 132 especies de aves han sido documentadas aquí, entre ellas algunas endémicas como el papamoscas rufinegro, bisbita de los Nilgiri, paloma de los Nilgiris, alicorto flanquirrufo, papamoscas de los Nilgiri y el charlatán de Kerala.
Existen mariposas endémicas limitadas al ecosistema herbáceo de "shola" como la Mycalesis oculus y la Ypthima ypthimoides. En total, podemos encontrar unas 101 especies en el parque.
19 especies de anfibios han sido documentadas en el parque.

### Nueva especie de rana
En este parque nacional de Eravikulam se ha identificado una nueva especie de rana, de color naranja rojizo con múltiples glándulas y miembros extremadamente cortos. Está restringida a una zona de menos de tres km² en el pico de Anai Mudi y merece una conservación inmediata prioritaria dijeron científicos como S.D. Biju de la Universidad de Delhi y Franky Bossuyt de la Universidad Libre de Bruselas en Current Science. La rana ha recibido el nombre de Raorchestes resplendens.
Esta rana, en comparación con el resto de los miembros de su género, tiene múltiples acrecentamientos glandulares prominentes: lateralmente detrás de los ojos, en el lado del dorso, en el lado anterior del respiradero, en el lado dorsal de los antebrazos y las ancas, y en el lado posterior del tarso y metatarso. Hay otras características adicionales que la distinguen, entre ellas el color del iris (que es de un rojo brillante) y piernas extremadamente cortas.

## Información para el visitante
Seis microbuses son manejados por el personal de parque como la parte del programa de dirección de visitante así como una medida de control de contaminación. No permiten a vehículos privados dentro del parque. INR 35 es acusado por cabeza como una entrada para nacionalistas indios. Los ciudadanos extranjeros son acusados INR 200 por cabeza. El ensuciamiento es prohibido dentro del parque. El ala de seguridad(valor) bien formada trabaja para proteger el día de parque y la noche. Ya que el parque es accesible de Kochi (Kerala) y Coimbatore (el tamil Nadu) aeropuertos, que son localizados en aproximadamente 148 kilómetros y 175 kilómetros respectivamente. Munnar está la ciudad más cercana (13 kilómetros), bien unidos(conectados) por caminos de Kerala y tamil Nadu. La estación más cercana de ferrocarril es Aluva en Kerala (120 kilómetros de Munnar) y Coimbatore en el Tamil Nadu (165 kilómetros).